# Gasoducto Transcaspiano

El gasoducto Transcaspiano pasaría bajo el mar Caspio desde Turkmenbashi hasta la Terminal de Sangachal, donde se conectaría con el gasoducto existente hasta Erzurum en Turquía, que a su vez estaría conectado al Corredor Sur de Gas, llevando así el gas natural procedente de Turkmenistán a Europa Central.

El gasoducto Transcaspiano (en azerí: Transxəzər boru xətti,  en turcomano: Transhazar turbaly geçiriji) es un gasoducto submarino propuesto entre Turkmenbashi en Turkmenistán y Bakú en Azerbaiyán. Según algunas propuestas, también incluirá una conexión entre el yacimiento de Tengiz en Kazajistán y Turkmenbashi. El proyecto de gasoducto submarino Transcaspiano  tiene el propósito de transportar gas natural desde Turkmenistán y Kazajistán a los países miembros de la Unión Europea, evitando tanto a Rusia como a Irán. También se considera como una extensión natural hacia el este del Corredor del sur de gas. Este proyecto atrae gran interés ya que conectará los vastos recursos de gas turkmeno a los principales consumidores como Turquía y Europa.

## Historia

### Finales de los 90
En 1996, los Estados Unidos sugirieron la posibilidad de realizar un proyecto para importar gas natural de Turkmenistán a través de un gasoducto submarino. En febrero de 1999, el gobierno turkmeno firmó un acuerdo con General Electric y el Grupo Bechtel para un estudio de viabilidad sobre el gasoducto propuesto. En 1999, mientras asistían a la reunión de la Organización para la Cooperación y el Desarrollo Económicos en Estambul, Turquía, Georgia, Azerbaiyán y Turkmenistán firmaron una serie de acuerdos relacionados con la construcción de gasoductos. Sin embargo, debido a la oposición rusa e iraní al proyecto, una disputa legal no resuelta sobre las fronteras territoriales del mar Caspio y el descubrimiento de gas en el campo de Shah Deniz de Azerbaiyán, el proyecto del oleoducto submarino fue archivado en el verano de 2000 y solo se continuó con el proyecto del gasoducto del Cáucaso del Sur.

### 2006-2007
En enero de 2006, como resultado de la disputa de gas entre Rusia y Ucrania, se reavivó el interés en el proyecto del gasoducto Transcaspiano. El 11 de enero de 2006, el primer ministro de Azerbaiyán, Artur Rasizade, propuso a su homólogo de Kazaj istán, Danial Ahmetov, que el gas de Kazajistán fuera exportado a Turquía por el gasoducto del sur del Cáucaso y de ahí al mercado europeo. En marzo de 2006, el presidente de Turkmenistán, Saparmurat Niyazov, señaló su intención de reincorporarse a posibles negociaciones sobre el gasoducto. En mayo de 2006, durante su visita a Kazajistán, el comisario europeo de Energía, Andris Piebalgs, declaró el apoyo de la UE a la construcción del oleoducto Transcaspiano. El ministro de Industria y Energía de Azerbaiyán, Natig Aliyev, en una conferencia internacional de energía en Bakú, describió las ventajas del gasoducto Transcaspiano para diversificar los suministros y bajar los precios. Por otro lado, el ministro de Industria y Energía de Rusia, Viktor Khristenko, comentó que los riesgos técnicos, legales, ambientales y de otro tipo relacionados con el proyecto Transcaspiano son tan grandes que sería imposible encontrar un inversor a menos que haya respaldo político para el proyecto. El 12 de mayo de 2007, se firmó un acuerdo entre Rusia, Kazajistán y Turkmenistán que prevé la exportación de gas de Asia Central a Europa a través de la rama occidental reconstruida y ampliada del sistema de gasoductos del Centro de Asia Central. Esto se vio como un revés para la realización del gasoducto Transcaspiano, aunque el presidente turcomano, Gurbanguly Berdimuhamedow, dijo que el proyecto del oleoducto Transcaspiano no había sido cancelado.

### 2008
El 4 de septiembre de 2008, el viceministro de Relaciones Exteriores iraní Mehti Safari confirmó que Teherán se opone a la construcción de cualquier gasoducto submarino en el Caspio debido a consideraciones ambientales. Esto ponía en peligro el proyecto del gasoducto Transcaspiano, según el experto regional Paul Goble. Sin embargo, el 22 de diciembre de 2008, la empresa austríaca OMV y la alemana RWE, ambos socios de Nabucco Gas Pipeline International GmbH, anunciaron que estaban creando una empresa conjunta llamada Caspian Energy Company, para la exploración de un posible gasoducto a través del Mar Caspio que alimentaría al gasoducto Nabucco. Con base en los resultados de la exploración, la compañía planea construir y operar un sistema de transporte de gas a través del Mar Caspio.

### 2011–2012
El 12 de septiembre de 2011, el Consejo de Asuntos Exteriores de la UE acordó otorgar un mandato de negociación a la Comisión Europea para las negociaciones con Azerbaiyán y Turkmenistán sobre el gasoducto Transcaspiano. El 3 de septiembre de 2012, después del encuentro entre el comisario europeo de Energía, Günther Oettinger, el ministro turco de Energía, Taner Yildiz, y funcionarios azerbaiyanos y turcomanos en Asjabad, Yildiz afirmó que Turquía comprará gas a Turkmenistán a través del gasoducto Transcaspiano.

### 2013–2014
Una propuesta de la UE denominada en general  proyecto corredor del sur de gas despertó otra vez el interés en el oleoducto Transcaspiano como una ruta de suministro alternativa al monopolio de Gasprom en los mercados de la Unión Europea. El gas turcomano sería transportado junto con el gas azerí del campo de gas Shah Deniz por este gasoducto.

### 2015-2016
Una parte del Corredor Sur del Gas se instalaría entre Grecia e Italia vía Albania a partir de 2016 y este oleoducto se uniría al Oleoducto TAP en  Turquía que está en construcción desde 2015 y se unirá al gasoducto del Cáucaso del Sur existente en la frontera georgiana conTurquía

## Descripción

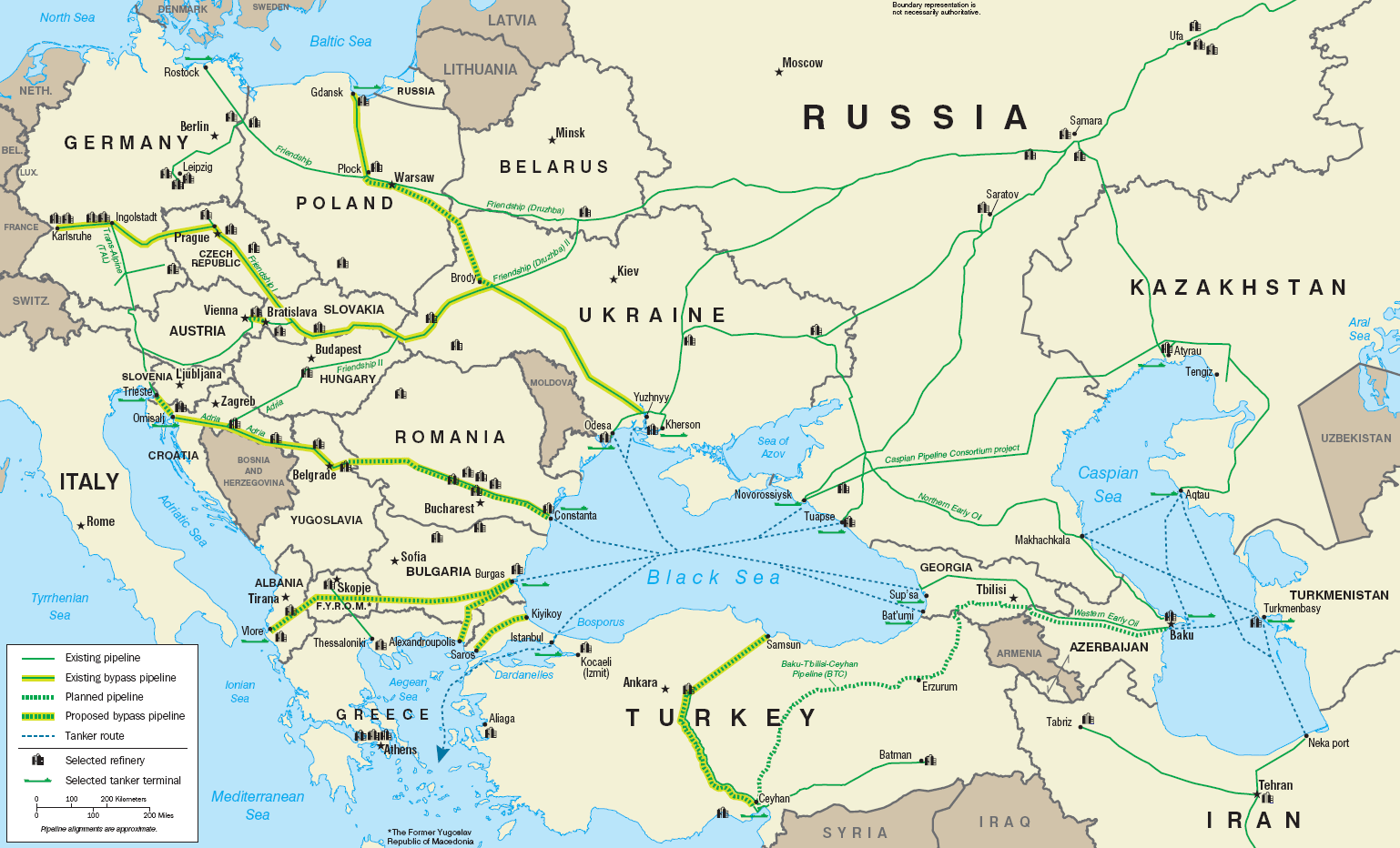
Oleoductos en Europa y Noroeste de Asia

La capacidad proyectada del gasoducto es de 30 billones de metros cúbicos (1.1 billones de pies cúbicos) de gas natural por año a un costo estimado de US $ 5 mil millones. En Bakú, se uniría al gasoducto del sur del Cáucaso (gasoducto Bakú-Tbilisi-Erzurum) y, a través de este, al gasoducto Transanatoliano planificado. Granherne, una subsidiaria de KBR está llevando a cabo un estudio de viabilidad del proyecto financiado por la Agencia de Comercio y Desarrollo de los Estados Unidos.

## Críticos
El proyecto ha sido muy criticado por Rusia e Irán, países de tránsito actuales para el gas turkmeno. Alexander Golovin, enviado especial para asuntos del Caspio, ha declarado que un gasoducto representaría un riesgo serio y peligroso para la prosperidad de toda la región. Según el Ministerio de Recursos Naturales de Rusia, cualquier gasoducto u oleoducto en el fondo del Mar Caspio sería ambientalmente inaceptable. Rusia también ha adoptado la posición legal de que un posible proyecto de gasoducto, independientemente de la ruta que tome en el lecho marino, requeriría el consentimiento de los cinco estados litorales del Caspio para ser viable. Irán ha señalado que los tratados firmados por Irán y la Unión Soviética en 1921 y 1940 siguen vigentes y que cualquier acción tomada sin el consentimiento de todos los Estados ribereños sería ilegal. Con respecto a la decisión adoptada por la UE el 12 de septiembre de 2011, Rusia expresó su "decepción" ya que "parece haberse adoptado sin tener en cuenta la situación legal y geopolítica internacionalmente aceptada en la cuenca del Mar Caspio", y como estado con costa en el Mar Caspio, Rusia podría vetar cualquier acuerdo internacional que permitiera la construcción del oleoducto
Reaccionando a los planes de 1999 para el gasoducto Transcaspiano, Rusia e Irán colaboraron para formar un cártel de países productores de gas de Asia Central en 2001 y 2002. También existe la preocupación en Occidente de que una colaboración más estrecha entre Georgia y Azerbaiyán aislará a Armenia y tentará a ésta a fortalecer los lazos con Rusia e Irán.